# Ostomachion

Ostomachion ve čtvercové síti 12x12

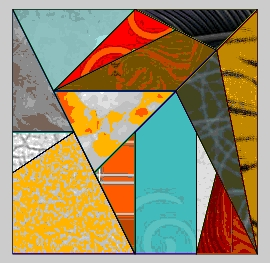
Ostomachion, 14 mnohoúhelníků, které mohly být poskládány do čtverce

Ostomachion (někdy také Stomachion) je matematické pojednání připisované řeckému vynálezci Archimédovi. Tato práce je dochována částečně v arabské verzi a v kopii původního starověkého řeckého textu z byzantské doby nazývaného Archimédův palimpsest. Slovo Ostomachion má své kořeny v řeckém slovu Ὀστομάχιον, což znamená „kost-boj“. Některé rukopisy odkazují na slovo Stomachion, který vznikl zjevným poškozením původního řeckého slova. Ausonius se zmiňuje o Ostomachionu („quod Graeci ostomachion vocavere“), který se v latině nazývá také „loculus Archimedius“. Byla to skládanka podobná tangramu, kterou hrálo pravděpodobně několik osob s kousky z kostí. Není známo, který z těchto hlavolamů je starší, zda Archimédův geometrický, nebo hra.

## Hra
Hra se skládá ze čtrnácti kousků skládanky (puzzle), která původně tvořila čtverec. Cílem hry je tvořit různé předměty, zvířata, rostliny apod. přeskupením kusů: slon, strom, štěkající pes, loď, meč, věž, atd.

## Matematický problém
Archimédes vytvořil hlavolam skládající se ze 14 mnohoúhelníků, které mohly být mnoha způsoby poskládány do čtverce. Archimédés se údajně snažil zjistit, kolika způsoby je to možné. Dr. Reviel Netz ze Stanfordovy univerzity vypočítal, že je to možné 536 způsoby, pokud jsou vynechány ty, které vznikly otáčením nebo zrcadlením.